# Mia-dong
Mia-dong là một dong, phường của Gangbuk-gu ở Seoul, Hàn Quốc. Từ 30 tháng 6 năm 2008, Mia-dong được chia thành Mia-dong (Mia 3-dong), Samgaksan-dong (Mia 6 và 7-dong), Samyang-dong (Mia 1 và 2-dong), Songcheon-dong (Mia 5 và 8-dong) và Songjung-dong (Mia 4 và 9-dong). Giữ nguyên Mia-dong trước đây là Mia 3-dong.